# Christine Rensberg
Christine Rensberg, född 21 augusti 1947, är en svensk sydsamisk sameslöjdare och författare.
Som slöjdare driver hon sedan 1984 det egna företaget Christines sameslöjd. Rensberg är bland annat representerad på Skansen.
År 2025 publicerade hon den första boken i en kommande serie av barnböcker på sydsamiska. Boken, Kijanen mïerhke, var ett samarbete mellan Rensberg och Saemien lohkemejarnge, ett nationellt centrum för användande av samiska i utbildningen, förlagt till Elgå i Norge.